# Up in Smoke Tour
Le Up in Smoke Tour est une tournée nord-américaine réunissant des artistes de rap West Coast et de nombreux invités. Elle eut lieu en 2000 et avait pour tête d'affiche les rappeurs Eminem, Dr. Dre, Snoop Dogg et Ice Cube. Les autres invités étaient Proof, Nate Dogg, Kurupt, D12, MC Ren, Westside Connection, Mel-Man, The Eastsidaz, Doggy's Angels, Devin The Dude, Warren G, TQ, The D.O.C., Thruth Hurts et Xzibit. Au total, 44 concerts permirent d'assurer la production des albums The Marshall Mathers LP d'Eminem, 2001 de Dr. Dre, The Last Meal de Snoop Dogg et War & Peace, Vol. 2 de Ice Cube.

## Dates et lieux des concerts
La tournée inclut les dates et les villes suivantes:
| Date             | Ville               | Pays       | Salle                               |
| ---------------- | ------------------- | ---------- | ----------------------------------- |
| 15 juin 2000     | Chula Vista         | États-Unis | Coors Amphitheatre                  |
| 16 juin 2000     | Anaheim             | États-Unis | Arrowhead Pond                      |
| 18 juin 2000     | The Woodlands       | États-Unis | Cynthia Woods Mitchell Pavilion     |
| 19 juin 2000     | San Jose            | États-Unis | San Jose Arena                      |
| 21 juin 2000     | Sacramento          | États-Unis | ARCO Arena                          |
| 24 juin 2000     | Portland            | États-Unis | Rose Garden                         |
| 26 juin 2000     | Nampa               | États-Unis | Idaho Center                        |
| 30 juin 2000     | Indianapolis        | États-Unis | Conseco Fieldhouse                  |
| 1er juillet 2000 | Columbus            | États-Unis | Schottenstein Center                |
| 2 juillet 2000   | Cleveland           | États-Unis | Gund Arena                          |
| 3 juillet 2000   | Pittsburgh          | États-Unis | Mellon Arena                        |
| 4 juillet 2000   | Toronto             | Canada     | Molson Amphitheatre                 |
| 6 juillet 2000   | Détroit             | États-Unis | Joe Louis Arena                     |
| 7 juillet 2000   | Auburn Hills        | États-Unis | The Palace of Auburn Hills          |
| 8 juillet 2000   | Rosemont            | États-Unis | Allstate Arena                      |
| 9 juillet 2000   | Milwaukee           | États-Unis | Bradley Center                      |
| 10 juillet 2000  | Minneapolis         | États-Unis | Target Center                       |
| 13 juillet 2000  | Rochester           | États-Unis | Blue Cross Arena                    |
| 14 juillet 2000  | Albany              | États-Unis | Pepsi Arena                         |
| 15 juillet 2000  | East Rutherford     | États-Unis | Continental Airlines Arena          |
| 16 juillet 2000  | Scranton            | États-Unis | Toyota Pavilion at Montage Mountain |
| 18 juillet 2000  | Philadelphie        | États-Unis | First Union Spectrum                |
| 19 juillet 2000  | Uniondale           | États-Unis | Nassau Coliseum                     |
| 20 juillet 2000  | Worcester           | États-Unis | The Centrum                         |
| 21 juillet 2000  | Worcester           | États-Unis | The Centrum                         |
| 22 juillet 2000  | Hartford            | États-Unis | Hartford Civic Center               |
| 25 juillet 2000  | Buffalo             | États-Unis | HSBC Arena                          |
| 27 juillet 2000  | Baltimore           | États-Unis | Baltimore Arena                     |
| 29 juillet 2000  | Charlotte           | États-Unis | Charlotte Coliseum                  |
| 1er août 2000    | Sunrise             | États-Unis | National Car Rental Center          |
| 2 août 2000      | Tampa               | États-Unis | Ice Palace                          |
| 4 août 2000      | Atlanta             | États-Unis | Lakewood Amphitheatre               |
| 5 août 2000      | La Nouvelle-Orléans | États-Unis | New Orleans Arena                   |
| 6 août 2000      | Houston             | États-Unis | Astrodome                           |
| 7 août 2000      | Dallas              | États-Unis | Starplex Amphitheatre               |
| 8 août 2000      | San Antonio         | États-Unis | Alamodome                           |
| 10 août 2000     | Phoenix             | États-Unis | America West Arena                  |
| 11 août 2000     | Paradise            | États-Unis | Thomas & Mack Center                |
| 12 août 2000     | Fresno              | États-Unis | Selland Arena                       |
| 13 août 2000     | San Jose            | États-Unis | San Jose Arena                      |
| 15 août 2000     | Tacoma              | États-Unis | Tacoma Dome                         |
| 16 août 2000     | Vancouver           | Canada     | General Motors Place                |
| 18 août 2000     | West Valley City    | États-Unis | E Center                            |
| 20 août 2000     | Greenwood Village   | États-Unis | Fiddler's Green Amphitheatre        |

## Sortie en DVD
Le DVD de la tournée Up in Smoke Tour est sorti le 2 décembre 2000. Publié par le label Eagle Vision, il fut enregistré le 20 juillet 2000 à Worcester, dans le Massachusetts. Il fut tourné par Philip G. Atwell et produit par J. Kevin Swain. 

### Liste des pistes

#### Ice Cube
1. Hello (avec MC Ren)

2. You Can Do It (avec Ms. Toi)

3. The Gutter Shit

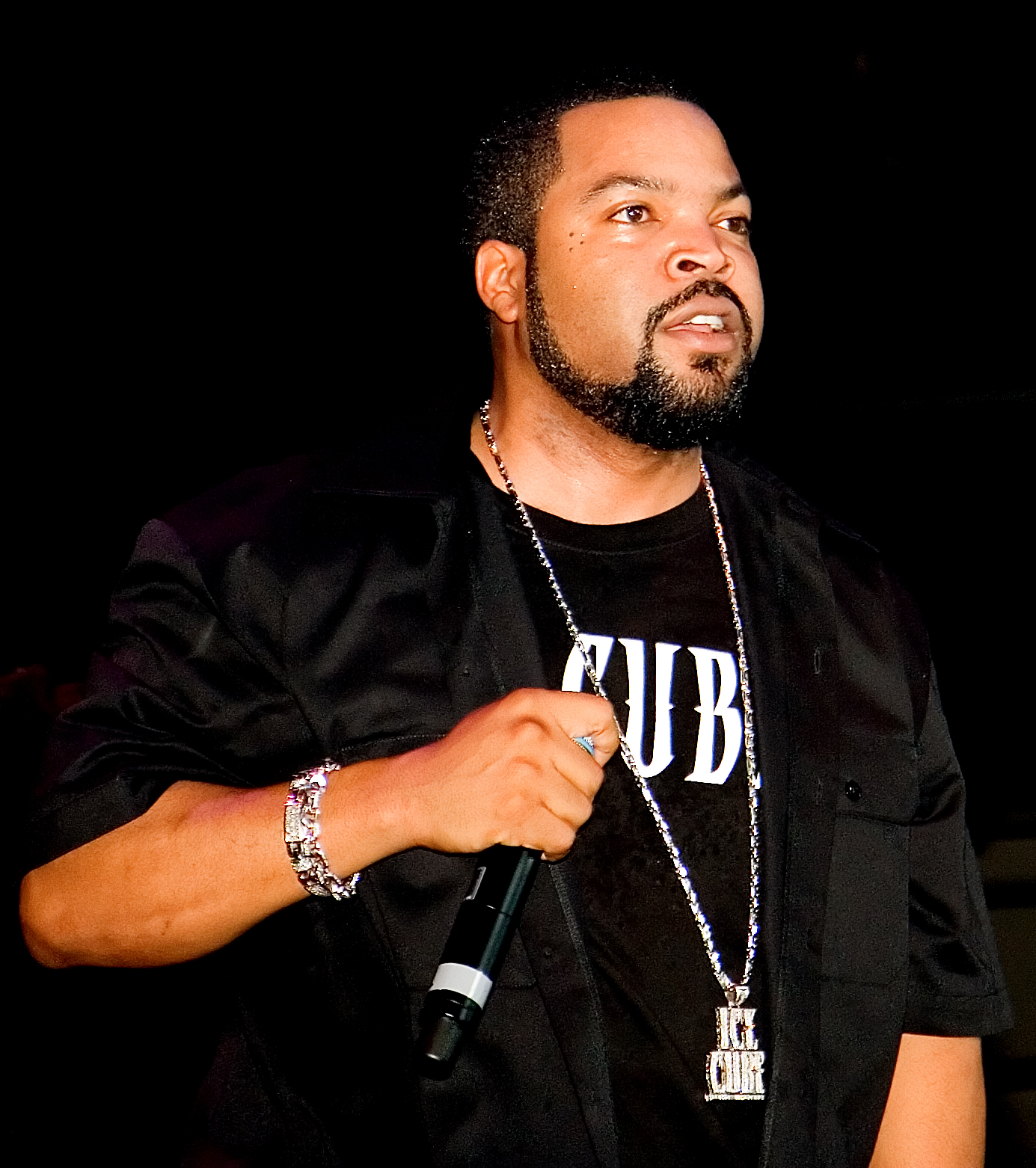
Ice Cube

4. The Pledge (Insert) from Westside Connection

5. Whoa!

6. Hoo-Bangin' 

7. Amerikka's Most Wanted

8. The Nigga Ya Love To Hate

9. Cube's Freestyle

10. We Be Cluubbin' 

#### Eminem / Proof
11. Kill You

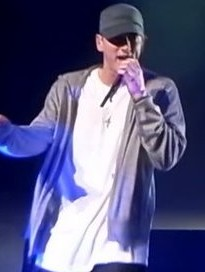
Eminem

12. Dead Wrong (hommage à The Notorious B.I.G.)

13. Under the Influence (avec D12)

14. Marshall Mathers

15. Criminal

16. The Real Slim Shady

#### Dr. Dre / Snoop Dogg
17. Go Away - Snoop Dogg

18. Light Speed

19. Bitch Niggaz

20. Wrong Idea

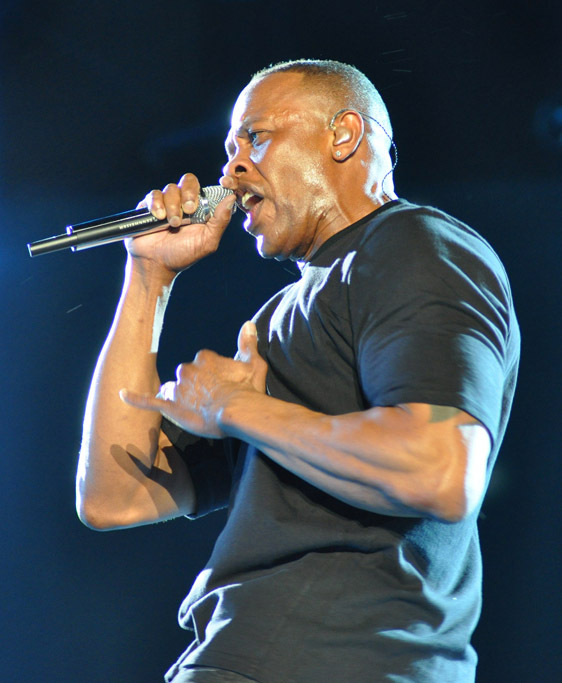
Dr. Dre

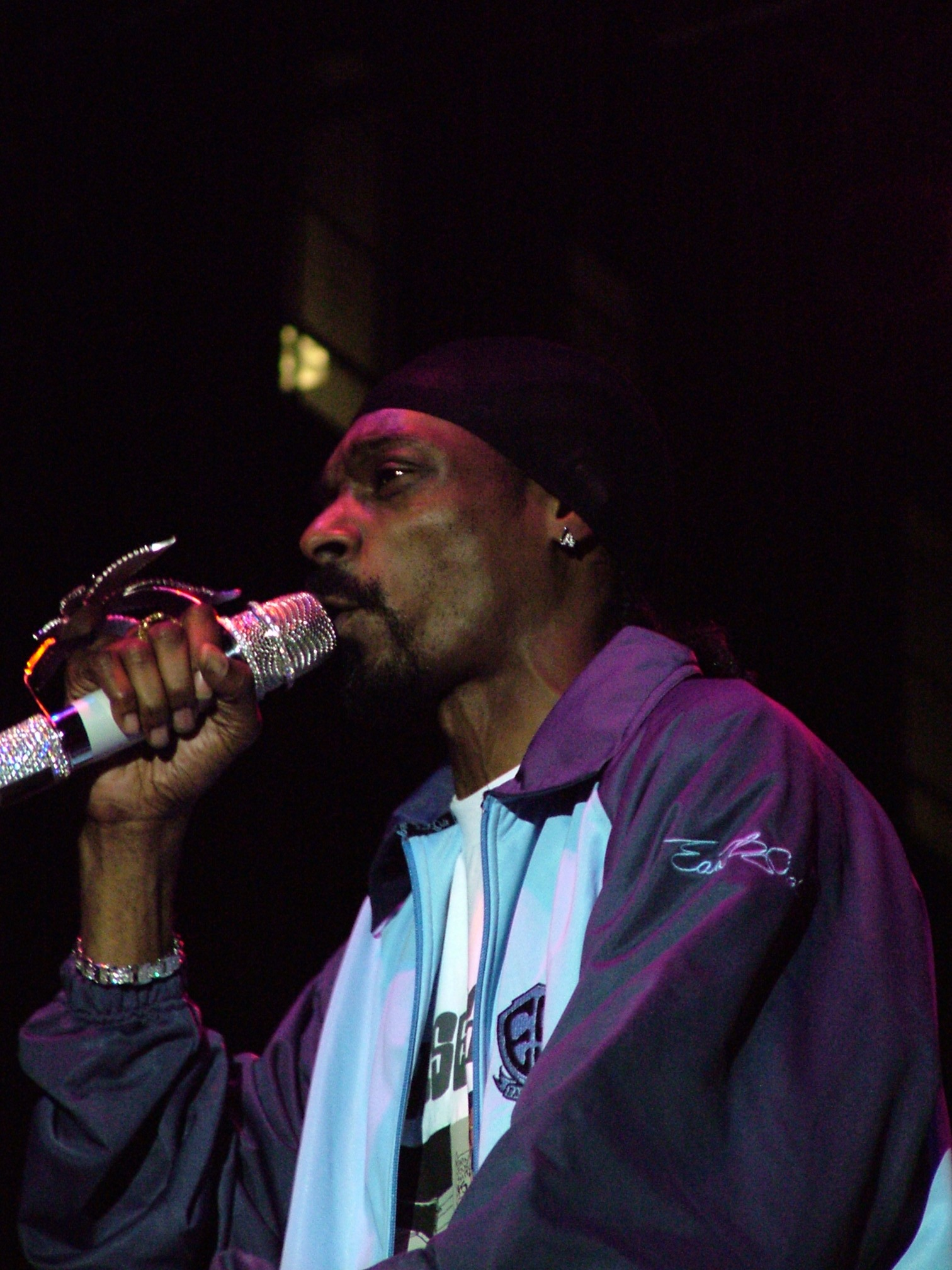
Snoop Dogg

21. The Next Episode (avec Kurupt et Nate Dogg)

22. Who Am I (What's My Name)?

23. Nuthin' but a 'G' Thang

24. Bitch Please (avec Xzibit et Nate Dogg)

25. What's The Difference (avec Xzibit et Eminem)

26. Forgot About Dre (avec Eminem)

27. Boyz N The Hood (hommage à Eazy-E)

28. Still Not a Player (hommage à Big Pun)

29. One More Chance / Stay with Me Remix (hommage à The Notorious B.I.G.)

30. More Bounce to the Ounce (hommage à Roger Troutman)

31. Hail Mary (hommage à Tupac Shakur)

32. California Love (hommage à Tupac Shakur)

33. 2 of Amerikaz Most Wanted (hommage à Tupac Shakur)

34. Housewife

35. Let's Get High

36. Bust One on Ya (avec Devin The Dude)

37. Fuck You (avec Devin The Dude)

38. Let Me Ride (avec Truth Hurts)

39. Still D.R.E.